# Иванчик, Аскольд Игоревич
Аско́льд И́горевич Ива́нчик (род. 2 мая 1965, Москва) — российский историк-антиковед и востоковед. Доктор исторических наук (1996), 	профессор, член-корреспондент РАН с 22 мая 2003 года по Отделению историко-филологических наук. Главный научный сотрудник, руководитель Отдела сравнительного изучения древних цивилизаций Института всеобщей истории РАН, руководитель Центра античной и восточной археологии Института классического Востока и античности НИУ ВШЭ, профессор МГУ.
Президент Российской ассоциации антиковедов, главный редактор журналов «Вестник древней истории» (с 2009 года) и «Ancient Civilizations from Scythia to Siberia» (Лейден, Koninklijke Brill).

## Биография
Сын физика И. И. Иванчика. Окончил исторический факультет МГУ (1986, специализировался по кафедре истории Древнего мира, одновременно прошёл ряд курсов, включая древние языки, на кафедре классической филологии филологического факультета МГУ). Был соискателем в Институте востоковедения АН СССР (защитил кандидатскую диссертацию в 1989); ученик Э. А. Грантовского. Работал в Институте востоковедения (1986—1992), с 1993 года — в Институте всеобщей истории РАН. В 2013—2017 годах — декан исторического факультета, главный научный сотрудник Лаборатории комплексных исторических исследований исторического факультета ИОН РАНХиГС.
С 2002 года — представитель Российской академии наук в Международном союзе Академий (International Union of Academies / Union académique internationale), с 2017 года — вице-президент Союза. Член Совета РГНФ (2010—2016), заместитель председателя Совета по науке при Министерстве образования и науки РФ (с 2013). Член Комиссии по оценке результативности научных организаций ФАНО России, куда был избран в 2014 г. в результате голосования сотрудниками академических институтов (набрал наибольшее число голосов по направлению «Историко-филологические науки»). В 2018 году создал и возглавил Центр античной и восточной археологии (ЦАВАрх) Института классического Востока и античности (ИКВИА) НИУ ВШЭ.
Заместитель председателя комиссии РАН по борьбе со лженаукой, заместитель главного редактора журнала «Вестник Российской академии наук» с 2018). Член редколлегии журналов «Вестник древней истории» (с 1997), «Il mar Nero» (Рим, Париж, Бухарест, с 1999), «Revue des études anciennes» (Бордо, c 2006), «Nartamongæ. Revue des études alano-ossétiques» (Владикавказ, Париж) и «Эпиграфический вестник» (Москва). Стипендиат Фонда А. фон Гумбольдта (1993—1995), лауреат премии Ф.-В. фон Бесселя (Германия, 2002).
В июле 2013 года в знак протеста против планов Правительства по реформе РАН, выразившихся в проекте Федерального закона «О Российской академии наук, реорганизации государственных академий наук и внесении изменений в отдельные законодательные акты Российской Федерации» 305828-6, заявил об отказе вступить в новую академию, учреждаемую предлагаемым законом (см. Клуб 1 июля). С 2014 года — член совета Вольного исторического общества.
Directeur de recherche в Национальном центре научных исследований (Институт изучения древности и средневековья Ausonius, Бордо, Франция), Senior Fellow Института исследования древнего мира при Нью-Йоркском университете, член Международного совета индоевропеистики и фракологии (София, Болгария), член-корреспондент Германского археологического института (2002), Итальянского института Азии и Африки (2004) и Французской Академии надписей и изящной словесности (2016).

## Общественная позиция
В феврале 2022 года подписал открытое письмо российских учёных и научных журналистов с осуждением вторжения России на Украину и призывом вывести российские войска с украинской территории.

## Научная деятельность
Основные труды посвящены проблемам истории народов Причерноморья античной эпохи на базе сравнительного исследования античных и ближневосточных письменных источников, а также археологических данных, древнегреческой колонизации, греческой и латинской эпиграфике, скифологии.
Приглашался для научной работы и преподавания в Университет Фрибурга и Университет Берна (Швейцария, 1990—1992), Гейдельбергский университет (Германия, 1993—1995), Центр эллинских исследований в Вашингтоне (1996—1997) и Институт перспективных исследований в Принстоне (США, 2001—2002), Страсбургский университет (1997—1998) и Национальный центр научных исследований в Бордо (Франция), Колледж высших исследований в Уппсале (Швеция, 2008). Многократно приглашался для чтения докладов на международных конференциях. Участник археологических экспедиций в южной России, Украине, Болгарии, Греции, Турции.
Главный редактор российско-немецких книжных серий «Степные народы Евразии», «Corpus tumulorum scythicorum et sarmaticorum» (совместно с Г. Парцингером) и «Pontus Septentrionalis». Руководитель международных научных проектов «Корпус греческих и латинских надписей Северного Причерноморья» (IOSPE) и «Келены — Апамея Кибототс: царская резиденция во Фригии» (совместно с Л. Зуммерер, Мюнхенский университет).

## Основные работы
Автор свыше 200 научных публикаций, в том числе 5 монографий.
- Киммерийцы в Передней Азии. Автореф. дисс. … к. и. н. М., ИВ. 1989.
- Киммерийцы. Древневосточные цивилизации и степные кочевники в VIII—VII вв. до н. э. М., 1996. (1-е изд.: A. I. Ivantchik. Les Cimmerienns au proche-Orient. Fribourg, Suisse, Göttingen, 1993; рецензия: ВДИ. 1997. № 4.)
- «Усадьба Басилидов» в окрестностях Херсонеса Таврического (в соавторстве). Вестник древней истории, М., 1998.
- Киммерийцы и скифы. Культурно-исторические и хронологические проблемы археологии восточноевропейских степей и Кавказа пред- и раннескифского времени. М.-Берлин: Палеограф, 2001. 323 стр. (Серия «Степные народы Евразии». Т. 2)
- Накануне колонизации. Северное Причерноморье и степные кочевники VIII—VII вв. до нашей эры в античной литературной традиции: фольклор, литература и история. М.-Берлин, 2005. 311 стр. (рецензии С. Р. Тохтасьева и С. В. Кулланды — ВДИ. 2008. № 1. С. 193—210, ответ А. И. Иванчика оппонентам — ВДИ. 2009. № 2. С. 62-88)